# 東方虹龍洞 ～ Unconnected Marketeers.
《東方虹龍洞 ～ Unconnected Marketeers.》是東方Project系列遊戲的第18作，2021年3月21日於靜岡舉行的第18回博麗神社例大祭發佈體驗版，正式版原定於同年5月4日「COMIC1 BS祭 SPECIAL」内的「幻想神樂5」發佈，展會因疫情影響延期至23日。同時5月4日當日在Steam首次發行，5月13日開始通販發售。

## 劇情簡介

遊戲標題畫面

坊间流传着一张神秘的卡片，那张卡片似乎包含了许多人类和怪物的秘密。为什么、是谁、如何……完全看不出端倪的巫女开始了调查。

## 登场角色

### 自机角色[3]
博麗靈夢（Hakurei Reimu）
稱號：樂園的可愛巫女
種族：人類
能力：主要擁有飛行程度的能力
霧雨魔理沙（Kirisame Marisa）
稱號：普通的魔法使
種族：人類
能力：使用魔法的能力
十六夜咲夜（Izayoi Sakuya）
稱號：瀟灑的女僕
種族：人類
能力：使時間靜止程度的能力
東風谷早苗（Kochiya Sanae）
稱號：奇蹟的現人神
種族：人類（現人神）
能力：產生奇蹟程度的能力

### 敌机角色
豪德寺三花（Godoukuji Mike）
稱號：生意興隆的吉祥物
種族：招財貓
能力：招財或者招客程度的能力
角色曲：大吉貓咪
原是豪德寺的招財貓，由於從小生為三毛貓，與其他白貓同伴格格不入，其能力也不完全，只要招來財運，便讓客人遠離，反之亦然。最終沒有店願意收留的她遠離社會，定居在山中。向主角販賣卡片卻被對方攻擊，只因主角想搶走她身上所有卡片，但被擊敗的她告知卡片除了交易以外無法脫手，且一次也只能交易一張。
山城高嶺（Yamashiro Takane）
稱號：深山的經商妖怪
種族：山童
能力：操縱森林之氣程度的能力
角色曲：竊賊的科技
居住在妖怪之山森林深處的山童領袖，穿著綠色迷彩服。族人與河童生活形態類似，既是商業上的合夥人也是競爭對手。因為身上拿著卡片而被主角們盯上。
駒草山如（Komakusa Sannyo）
稱號：棲息於高地的山女郎
種族：山女郎
能力：以煙草的煙操縱精神程度的能力
角色曲：手拿煙斗的龍
棲息於妖怪之山高地的山佬，通稱駒草太夫，手上經常拿著菸斗。在山中以開賭場和賣菸草維生。由於突然出現的卡片被妖怪當作籌碼使用，因此也開始經手卡片買賣。受飯綱丸所託看守虹龍洞門口。
玉造魅須丸（Tamatsukuri Misumaru）
稱號：真正的勾玉匠人
種族：神明
能力：制造勾玉程度的能力
角色曲：神代礦石
用古代礦物做出勾玉的神明，能使用此物複製對方靈魂資訊。聽聞卡片的傳聞，與飯綱丸正開挖妖怪之山的龍珠而進入虹龍洞礦坑調查，不巧遇到主角們，由於礦坑空氣品質惡劣，便將她們趕了出去。角色原型為玉祖命。
飯綱丸龍（Iizunamaru Megumu）
稱號：鴉天狗的首領
種族：大天狗
能力：操縱星空程度的能力
角色曲：天魔之山的星辰
管理天狗社會的大天狗之一，對應其能力，總是拿著天文望遠鏡的腳架。為卡片事件的主謀，與千亦、百百世三人一同建立卡片交換的通貨系統，卻意外讓即將消亡的千亦逐漸取為市場之神的力量。角色原型為飯綱三郎。
菅牧典（Kudamaki Tsukasa）
稱號：耳邊低語的邪惡白狐
種族：管狐
能力：抓住靈魂弱點乘虛而入程度的能力
飯綱丸的可靠愛將，也是她在事件中與其他兩位合夥人的代言者，負責給予她們建言。然而因著管狐唯恐天下不亂的本能，開始對她們的關係挑撥離間，最終令信任她的三人就此互相決裂。
天弓千亦（Tenkyu Chimata）
稱號：無主物之神
種族：神明
能力：剝奪所有權程度的能力
角色曲：熙攘市场今何在　～ Immemorial Marketeers
司掌市場的神明，為了使物品交換回歸市場的秩序與飯綱丸合作，卡片嚴格的交換規則便為她所制定，實際上市場活動同時也是她取回力量的祭神儀式，然而尚未完成就被主角們意外阻止。
姫蟲百百世（Himemushi Momoyo）
稱號：漆黑的噬龍者
種族：大蜈蚣
能力：噬龍程度的能力
角色曲：殺滅龍王的公主
強大的蜈蚣妖怪，因著能滅龍與身懷劇毒的傳聞而被妖怪們畏懼。與飯綱丸為老友，心裡卻總是想著吃掉她，但聽聞她的生意後，便勤勞的開挖龍珠為食以代替飯綱丸。之後在礦坑中遇見主角和魅須丸，受到典的煽動，以為她們是盜採者而打算吃掉她們。

## 關卡流程
| 關卡        | 關卡名稱         | 地點                   | 道中       | BOSS       |
| ----------- | ---------------- | ---------------------- | ---------- | ---------- |
| STAGE 1     | 山間雨，霽後     | 妖怪山麓（妖怪の山麓）           | 豪德寺三花 | 豪德寺三花 |
| STAGE 2     | 深遠之民         | 秘天崖                 | 山城高嶺   | 山城高嶺   |
| STAGE 3     | 尊貴高原上的洞窟 | 偽天棚                 | 駒草山如   | 駒草山如   |
| STAGE 4     |                  | 虹龍洞                 | 陰陽玉     | 玉造魅須丸 |
| STAGE 5     | 廣袤天空歸屬何人 | 妖怪之山 山頂（妖怪の山 山頂）      | 菅牧典     | 飯綱丸龍   |
| FINAL STAGE |                  | 不屬於任何人的夜空（誰の物でも無い夜空） | 菅牧典     | 天弓千亦   |
| EXTRA STAGE | 通往終末的採掘   | 虹龍洞                 | 菅牧典     | 姫蟲百百世 |

## 外部連接
- 【速报】新作发表！！东方Project 第18作 东方虹龙洞　〜 Unconnected Marketeers. 将在3月21日举办的第十八回博丽神社例大祭（静冈）发布体验版 （页面存档备份，存于）.东方我乐多丛志
- 东方虹龙洞 - THBWiki · 专业性的东方Project维基百科 - TBSGroup （页面存档备份，存于）.THBWiki